# Протести у Јерменији 2020—2021.
Протести у Јерменији 2020. и 2021. године започели су 10. новембра 2020. године, дан након потписивања споразума о прекиду ватре у Нагорно-Карабаху чиме је био окончан Други рат за Нагорно-Карабах. Након што је премијер Јерменије, Никол Пашињан, објавио да је потписао споразум којим је договорено да се Азербејџану уступају све области које су Јермени окупирали на територији те земље 1994. и којим је прекинут шестонедељни рат у Нагорно-Карабаху, хиљаде људи је изашло на улице, тражећи најпре поништење поменутог споразума, а касније, и оставку премијера Пашињана.
Демонстрације су предводиле две различите политичке коалиције: Национална демократска коалиција, која је прозападна и проевропска, и Покрет за спас домовине, која је проруски оријентисана. Републиканска партија, некадашња владајућа странка у Јерменији, Просперитетна Јерменија и Јерменска револуционарна федерација придружиле су се Покрету за спас домовине. Трећег децембра тај покрет је саопштио да ће бивши премијер Јерменије, Вазген Манукјан, бити њихов кандидат за председника привремене једногодишње владе. С друге стране, Национална демократска коалиција, коју предводи Свејерменска партија Сасна Црер, а претходно ју је предводила Европска партија Јерменије, предложила је Вахеа Гаспарјана као свог кандидата за председника привремене владе.
Поред поменутих коалиција, бројне јавне личности су позвале премијера Пашињана да поднесе оставку. Почетком децембра, укинута је забрана одржавања масовних окупљања, која је уведена у септембру, кад су протести започели. Нови таласи протеста кренули су од 22. децембра.
Начелник генералштаба Оружаних снага Јерменије, Оник Гаспарјан, и више од четрдесет других високих војних званичника, објавили су 25. фебруара 2021. саопштење у којем позивају Пашињана да поднесе оставку, што је Пашињан осудио као покушај војног пуча. Након овог потеза, Гаспарјан је био смењен с положаја начелника генералштаба. Пашињан је 18. марта најавио да ће се ванредни парламентарни избори одржати 20. јуна 2021. Поднео је оставку с места премијера у априлу, али је наставио да обавља ту функцију као привремени премијер до одржања ванредних избора.
На парламентарним изборима 20. јуна, с приближно 54 одсто гласова, странка Грађански договор, коју преводи Никол Пашињан, однела је победу и Пашињан је поново био изабран за премијера Јерменије.

## Почеци
Хиљаде људи изашло је на улице, а стотине људи упали су у зграду парламента у главном граду Јеревану у ноћи између 9. и 10. новембра, након што је премијер Никол Пашињан на Фејсбуку објавио да је потписао споразум о прекиду шестонедељних борби са Азербејџаном за Нагорно-Карабах.
Руља је премијера Никол Пашињана назвала издајником захтевајући да поднесе оставку. Такође су упали у његов кабинет уништавајући инвентар.
Настала је и туча у парламенту када је група људи гађала флашицама другу група која је покушавала да одржи говор.
Демонстранти су председника Народне скупштине Јерменије Арарата Мирзојана извукли из аутомобила захтевајући локацију премијера Никола Пашињана. Гомила је Мирзојана претукла, а затим је одведен у болницу где је оперисан. Из болнице је наведено да је у добром стању.
Новинска агенција АФП известила је да полиција није учинила много да спречи нереде док су људи лутали ходницима владине зграде, где су била отворена врата и разбацани канцеларијски садржаји.